# Daoshi
Een daoshi (spreek uit als [daauw sj]) of taoïstische priester is een mannelijke geestelijke in het taoïsme. Een daogu (道姑) is een vrouwelijke geestelijke in het taoïsme.
De mannen die het beroep als priester uitoefenen worden ook wel taoïstische monniken genoemd en vrouwen taoïstische nonnen.
In 1997 had het vasteland van China 25.000 daoshi's en in 2010 ongeveer 50.000.
Daoshi's dragen blauwe of zwarte taoïstische priestergewaden die op de oude hanfu lijken. Het hoofddeksel dat ze dragen wordt guanjin (冠巾) genoemd. Het schoeisel van de priesters worden yunlü (雲履) genoemd.
De plaats waar daoshi's hun religieuze taken verrichten hebben de namen gong (宮), guan (觀), daoyuan (道院) of miao 庙. Een meerderheid van hen woont ook in deze daoïstische tempels.
Tegenwoordig kan men de daoshi's onderscheiden in twee soorten, in de quanzenschool en de zhengyischool. De daoshi's van de quanzenschool lijken op boeddhistische monniken. Ze verlaten huis en haard en eten grotendeels vegetarisch. De daoshi's van de zhengyischool laten hun haar staan, mogen trouwen, schrijven fulu en eten vlees.